# Columbia Journalism Review
 A Columbia Journalism Review (CJR) é uma revista americana para jornalistas profissionais, publicada pela Escola de Jornalismo da Universidade da Columbia desde 1961. Seu conteúdo inclui tendências do setor de notícias e mídia, análise, ética profissional e histórias por trás das notícias.
Em outubro de 2015, foi anunciado que a frequência de publicação da revista impressa estava sendo reduzida de seis para duas edições por ano, a fim de focar nas operações digitais.

## Quadro de organização
O atual presidente é Stephen J. Adler, que também atua como editor-chefe da Reuters.
O presidente anterior da revista foi Victor Navasky, professor da Escola de Jornalismo da Universidade de Columbia e ex-editor e editor do The Nation, politicamente progressivo. Segundo o editor executivo Michael Hoyt, o papel de Navasky é "99% financeiro" e "ele não incentiva nada editorialmente". Hoyt também afirmou que Navasky "aprendeu a colocar uma pequena revista de idéias no escuro, e está tentando criar algumas estratégias para nós".

## Finanças
A CJR é uma entidade sem fins lucrativos e depende de captação de recursos para financiar suas operações. Os doadores da CJR incluem a Open Society Foundations, de George Soros.
Em agosto de 2007, Mike Hoyt, editor executivo da CJR desde 2003, disse que a receita da revista em 2007 excederia as despesas em cerca de US$ 50.000, com estimativas de um excedente de US$ 40.000 em 2008. Hoyt atribuiu os excedentes a uma mistura de alguns cortes de pessoal, como não substituir três editores que saíram, e a captação de recursos aumenta. As doações para a CJR nos últimos três anos incluíram cerca de US$ 1,25 milhão de um grupo de veteranos dirigido pelo ex-editor executivo do Philadelphia Inquirer Eugene Roberts.
Em meados de 2007, o CJR contava com oito funcionários, um orçamento anual de US$ 2,3 milhões e uma circulação de papel de aproximadamente 19.000, incluindo 6.000 inscrições de estudantes. As assinaturas de um boletim da Internet intitulado The Media Today começaram mas a partir de 2017, os números de inscrição não estão disponíveis e não contribuem para esses números de circulação.

## Editor
Em 2016, Kyle Pope, que atuou como editor-chefe do The New York Observer, foi anunciada como a nova editora e editora da CJR, substituindo Liz Spayd, quando foi anunciada como a sexta editora pública do The New York Times. Em 24 de julho de 2017 em Washington DC, Pope dirigiu-se ao Fórum bipartidário de Liberdades de Imprensa do Comitê Judiciário da Câmara sobre preocupações de que as ações de Donald Trump durante sua campanha para e após a eleição como Presidente dos Estados Unidos minassem a liberdade constitucional da imprensa.